# سوئاسا
سوئاسا (نام علمی: Suasa) نام یک سرده از تیره پرنیان‌بالان است.